# Göynücek
Göynücek là một huyện thuộc tỉnh Amasya, Thổ Nhĩ Kỳ. Huyện có diện tích 578 km² và dân số thời điểm năm 2007 là 13425 người, mật độ 23 người/km².